# Беговая дорожка (лёгкая атлетика)
Беговая дорожка — спортивное сооружение, предназначенное для проведения соревнований и тренировок по спортивным бегу и ходьбе в лёгкой атлетике.
Лёгкоатлетическая беговая дорожка оборудуется, обычно на стадионах, на горизонтальном ровном месте. Края беговой дорожки снабжаются закруглёнными сверху бортиками выступающими на высоту до 3 см.
Покрытие дорожки должно обладать достаточной несущей способностью и высокими амортизационными свойствами, обеспечивать эффективное сцепление с обувью бегунов, иметь ровную износоустойчивую поверхность, сохранять свои свойства после сильного увлажнения.
Покрытия беговых дорожек условно делятся на профессиональные, полупрофессиональные и для массового спорта. Покрытия профессиональных и полупрофессиональных дорожек изготавливаются из синтетических материалов. Беговые дорожки в общедоступных местах для массовых занятий спортом могут быть асфальтовые (асфальторезиновые) или водопроницаемые — гаревые (коксогаревые).
Профессиональные беговые дорожки, сертифицированные IAAF, могут использоваться для бега в шиповках, в отличие от полупрофессиональных, которые в остальном подобны профессиональным.